# Radeon RX 7000
Radeon RX 7000 – rodzina procesorów graficznych stworzona przez przedsiębiorstwo Advanced Micro Devices. Seria została wprowadzona na rynek 13 grudnia 2022 roku i jest oparta na mikroarchitekturze RDNA3.
Karty są produkowane w procesie technologicznym TSMC N6 (dla MCD) i TSMC N5 (dla GCD), obsługują PCIe 4.0 x16 oraz PCIe 4.0 x8.
Jest to pierwsza generacja kart graficznych AMD ze sprzętową akceleracją AI (sieci neuronowe, uczenie maszynowe).

## Szczegóły architektury
- Rdzenie oparte na architekturze RDNA3
- Są to pierwsze konsumenckie karty graficzne oparte na konstrukcji chipletów[3]:
  - process proces produkcyjny TSMC N6 dla MCD (Memory Cache Die)
  - process proces produkcyjny TSMC N5 dla GCD (Graphics Compute Die)
- obsługa DirectX 12 Ultimate, OpenCL 2.1, OpenGL 4.6, Vulkan 1.3
- Dodano pamięć cache 3. poziomu pod marką „Infinity Cache” drugiej generacji (wielkości do 96 MB w zależności od modelu karty)
- zwiększono maksymalną ilość pamięci cache L2 z 4 MB do 6 MB
- obsługa maksymalnie 24 GB pamięci GDDR6
- obsługa interfejsu PCIe gen4
- dodano rdzenie RA drugiej generacji („Ray Accelerator” wspomagające ray tracing)[4]
- dodano dedykowane rdzenie przyspieszające AI[5] (używane w sieciach neuronowych, uczeniu maszynowym)
- dodano sprzętowy enkoder i dekoder AV1 (maks. 12bit 8k60)
- dodano obsługę DisplayPort 2.1 UHBR
- dodano obsługę HDMI 2.1a
- obsługa ekranów 8K 165 Hz lub 4K 480 Hz z DSC
- obsługa 12-bit koloru i standardu Rec. 2020 dla HDR

## Produkty
| Model                        | Data wydania     | Architektura | Proces techn.                | Liczba tranzystorów (mld) | Rozmiar                                                | Chiplety      | Interfejs magistrali | Jednostki wykonawcze | Jednostki mapowania textur | Jednostki rasteryzujace | rdzenie Ray Accelerator | Częstotliwość taktowania | Częstotliwość taktowania | Częstotliwość taktowania | Szczytowy współczynnik wypełnienia (ang. fillrate) przy bazowej częstotliwości | Szczytowy współczynnik wypełnienia (ang. fillrate) przy bazowej częstotliwości | Pamięć      | Pamięć              | Pamięć                                         | Pamięć   | Pamięć                       | Moc obliczeniowa GFLOPs (FMA) przy bazowej częstotliwości | Moc obliczeniowa GFLOPs (FMA) przy bazowej częstotliwości | Max TDP [waty] |
| Model                        | Data wydania     | Architektura | Proces techn.                | Liczba tranzystorów (mld) | Rozmiar                                                | Chiplety      | Interfejs magistrali | Jednostki wykonawcze | Jednostki mapowania textur | Jednostki rasteryzujace | rdzenie Ray Accelerator | Podstawowa               | Turbo                    | Pamięć [MHz] bazowa      | Jednostki teksturowania [GTex/s]                                               | Jednostki ROP [GP/s]                                                           | Pamięć [GB] | Infinity cache [MB] | Maks. pasmo [GB]/s przy bazowej częstotliwości | Typ DRAM | Szerokość szyny danych [bit] | Pojedynczej precyzji                                      | Podwójnej precyzji                                        | Max TDP [waty] |
| ---------------------------- | ---------------- | ------------ | ---------------------------- | ------------------------- | ------------------------------------------------------ | ------------- | -------------------- | -------------------- | -------------------------- | ----------------------- | ----------------------- | ------------------------ | ------------------------ | ------------------------ | ------------------------------------------------------------------------------ | ------------------------------------------------------------------------------ | ----------- | ------------------- | ---------------------------------------------- | -------- | ---------------------------- | --------------------------------------------------------- | --------------------------------------------------------- | -------------- |
| Radeon RX 7900 XT (Navi 31)  | 13 grudnia 2022  | RDNA 3       | TSMC N5 (GCD) TSMC N6 (MCD)  | 57,7                      | 300 mm² (każdy cziplet GCD) 37 mm² (każdy cziplet MCD) | 1× GCD 5× MCD | PCIe 4.0 x16         | 5376                 | 336                        | 192                     | 84                      | 1500                     | 2400                     | 20000                    | 504                                                                            | 288                                                                            | 20          | 80                  | 800                                            | GDDR6    | 320                          | 32260                                                     | 1008                                                      | 300            |
| Radeon RX 7900 XTX (Navi 31) | 13 grudnia 2022  | RDNA 3       | TSMC N5 (GCD) TSMC N6 (MCD)  | 57,7                      | 300 mm² (każdy cziplet GCD) 37 mm² (każdy cziplet MCD) | 1× GCD 6× MCD | PCIe 4.0 x16         | 6144                 | 384                        | 192                     | 96                      | 1900                     | 2500                     | 20000                    | 729,6                                                                          | 364,8                                                                          | 24          | 96                  | 960                                            | GDDR6    | 384                          | 46690                                                     | 1459                                                      | 355            |
| Radeon RX 7800 XT (Navi 32)  | 25 sierpnia 2023 | RDNA 3       | TSMC 5 nm (GCD) + 6 nm (MCD) | 28,1                      | 346 mm²                                                | 1× GCD 4× MCD | PCIe 4.0 x16         | brak danych          | 240                        | 96                      | 60                      | 2025                     | 2124                     | 19500                    | 240                                                                            | 96                                                                             | 16          | 48                  | 624                                            | GDDR6    | 256                          | brak danych                                               | 1,166                                                     | 263            |
| Radeon RX 7700 XT (Navi 32)  | 25 sierpnia 2023 | RDNA 3       | TSMC 5 nm (GCD) + 6 nm (MCD) | 28,1                      | 346 mm²                                                | 1× GCD 4× MCD | PCIe 4.0 x16         | brak danych          | 216                        | 96                      | 54                      | 1700                     | 2544                     | 18000                    | 216                                                                            | 96                                                                             | 12          | 48                  | 432                                            | GDDR6    | 192                          | brak danych                                               | 1099                                                      | 245            |
| Radeon RX 7600 (Navi 33)     | 25 maja 2023     | RDNA 3       | TSMC N6                      | 13,3                      | brak danych                                            | N/D           | PCIe 4.0 x8          | 2048                 | 128                        | 64                      | 32                      | brak danych              | 2250                     | 18000                    | 339,8                                                                          | 110,1                                                                          | 8           | 32                  | 339.8                                          | GDDR6    | 128                          | 14090                                                     | 440                                                       | 165            |